# Esther Elizabeth Velkiers
Esther Elizabeth Velkiers, död efter 1685, var en schweizisk kompositör. 
Hon var sångare och harpospelare. Hon skrev flera kompositioner, som dock inte har bevarats. 